# Лузернета
Лузернета (итал. Lusernetta) је насеље у Италији у округу Торино, региону Пијемонт.
Према процени из 2011. у насељу је живело 287 становника. Насеље се налази на надморској висини од 502 м.

## Становништво
Према резултатима пописа становништва 2011. у општини је живело 524 становника.
| 1936. | 1951. | 1961. | 1971. | 1981. | 1991. | 2001. | 2011. |
| ----- | ----- | ----- | ----- | ----- | ----- | ----- | ----- |
| 935   | 755   | 592   | 552   | 540   | 497   | 496   | 524   |